# Juhu Aerodrome
Juhu Aerodrome är en flygplats i Indien.   Den ligger i distriktet Mumbai Suburban och delstaten Maharashtra, i den sydvästra delen av landet, 1 200 km söder om huvudstaden New Delhi. Juhu Aerodrome ligger 4 meter över havet.
Terrängen runt Juhu Aerodrome är platt. Havet är nära Juhu Aerodrome västerut. Runt Juhu Aerodrome är det mycket tätbefolkat, med 10 000 invånare per kvadratkilometer. Närmaste större samhälle är Bombay, 6,0 km öster om Juhu Aerodrome. 